# 譚廣 (正統進士)
譚廣（1408年—？），字克寬，江西南康府都昌縣人，民籍。明朝政治人物。進士出身。

## 生平
應天府鄉試第十四名。正統十三年（1448年）戊辰科會試第八十七名，殿試登進士第二甲第四十二名。

## 家族
曾祖父譚崇善。祖父譚伯高。父亲譚士良。